# A tőrök útja
A tőrök útja Az Idő Kereke sorozat nyolcadik kötete, Robert Jordan amerikai író műve. 1998. október 20-án jelent meg, magyarul pedig 2003-ban, illetve újrakiadásban 2016-ban. A New York Times keményborítós fantasy regényeinek toplistáján az első helyen nyitott, elsőként a sorozatból. Mindössze 31 fejezetből áll, és ez a legrövidebb könyv az egész sorozatban. A kötet megjelent e-book formátumban is, ennek borítója képezte a későbbi magyar kiadások alapját is, Julie Bell munkája, Elayne, Aviendha és Nynaeve láthatóak rajta a Viharok Tálja körül.
Ebből a kötetből teljesen kimaradt az egyik főhős, Mat Cauthon, hivatalosan azért, mert az előző kötet végén komolyan megsérült, és most ebből lábadozik. A cselekmény érdekes abból a szempontból, hogy a pozitív szereplők nem mutatnak fel benne semmilyen eredményt, leszámítva a könyvben viszonylag hamar bekövetkező eseményt, amikor használják a Viharok Tálját. 

## Cselekmény
|  | Alább a cselekmény részletei következnek! |

Elayne, Nynaeve, Aviendha, és szövetségesei felhasználják a Viharok Tálját, hogy a Sötét Úr éghajlatra gyakorolt manipulációit megszüntessék, és véget vessenek a hatalmas forróságnak. Nem sokkal azután, hogy sikerrel járnak, a seanchanok támadást indítanak, így ott kell hagyniuk Ebou Dart. Elayne egy átjárót nyit számukra, amin keresztül sikeresen elmenekülnek, de tökéletlenül zárja le a másik oldalról, minek következtében az felrobban, a seanchanok pedig azt hiszik, hogy az aes sedai-ok egy új fegyver birtokában vannak. Megérkezve azt tapasztalják, hogy egy Adeleas nevű aes sedai-t, és a Fekete Ajah egyik tagját valaki megölte, feltehetőleg Elayne csapatából. Hatalmas hóvihar közepette végül eljutnak Caemlynbe, ahol Elayne bejelenti igényét az Oroszlános Trónra.
Ezalatt Egwene táborába Andor két erős nemesi házának követei érkeznek. Megkísérlik kioktatni őt, ő azonban ráveszi őket arra, hogy indítsanak háborút Elaida ellen. Miközben Egwene átveszi az irányítást, a lázadók csapatai Tar Valon ellen indulnak. Elaidát a Fekete Ajah is zsarolja, tudván, hogy ha a Fehér Torony megtudja a bűneit, akkor neki vége. Más aes sedai-ok ezalatt a Fekete Ajah felszámolásán dolgoznak, ám soraikba is beépültek egyes tagjaik.
Rand megtudja, hogy már közel négyszáz asha'man áll a Fekete Torony rendelkezésére, és hogy a seanchanok Illian felé tartanak. Lews Therin Telamon hangja továbbra is hallatszik a fejében, és néha látomásokat lát egy elmosódott ismerős arcról. Ha ez nem lenne elég, a fókuszálás során időnként rosszullétet tapasztal. Ennek hatására elhatározza, hogy meg fogja tisztítani a saidint a Sötét Úr rontásától.
Rand, asha'manjai és az illianiek megpróbálják visszaverni a seanchanok invázióját. Kezdetben nem nagyon bírnak velük, de Rand győzedelmeskedik, amikor beveti Callandort, a mágikus kard formáját öltött eszközt. Csakhogy ezalatt átmenetileg megőrül, amivel nemcsak az ellenség, hanem a saját soraiban is hatalmas veszteségeket okoz. Végül saját szövetségesei, az asha'manok fordulnak ellene, az egyik Kitaszított, Aginor vezetésével. Nem tehet mást, maroknyi szövetségesével és Minnel együtt elmenekül.
Perrin eközben megérkezik Ghealdanba, hogy megállítsa Masema Dagart, aki önmagát kikiáltotta a Sárkány Prófétájának. Megmenti Morgase királynőt, aki Maighdin álnéven mutatkozik be. Habár dühös amiatt, ahogy Perrin fellázadt Andor ellen, de névleg hűséget esküszik ő és követői is Perrin feleségének, Failének. Miközben Perrin azon vitatkozik az aiel bölcsekkel, hogy vajon meg kellene-e ölni Masemát, fontos tanításokat kap farkasképességei terén Elyas Macherától. Végül úgy dönt, hogy Masemát elviszi Rand színe elé, de Masema nem akar vele utazni. Ezalatt feleségét, Failét elrabolják a Shaido aielek.
A Sötét Úr feltámasztja Ishamaelt, ezúttal Moridin néven. Moghedien és egy magát Cyndane-nek nevező nő (aki valójában a feltámasztott Lanfear) felkeresik Kitaszított-társukat, Graendalt, arra utasítva őt, hogy kövesse Moridin parancsait. Graendal visszautasítja ezt, mire Shaidar Haran fenyegetéssel rábírja erre. A határvidék négy királysága megerősíti szövetségét, és cspaataik délre indulnak, Rand keresésére.
|  | Itt a vége a cselekmény részletezésének! |

## Magyarul
- A tőrök útja; ford. Körmendi Ágnes; Beholder, Bp., 2003 (Az idő kereke sorozat)